# أمينة مريني إدريسي
أمينة مريني إدريسي (مواليد 1955 مدينة فاس)، شاعرة مغربية عضو رابطة الأدب الإسلامي العالمية. نشرت معظم إنتاجاتها الشعرية بالمنابر الوطنية والعربية كما أنها شاركت في عدة مهرجانات شعرية ولقاءات ثقافية، ونالت عدة جوائز منها الجائزة الرابعة للمباراة الشعرية العربية، وعلى الجائزة الأولى في ولاية فاس 1998.

## دواوينها الشعرية
- ورود من زناتة .
- حسرة في ظلال الكلام.
- سآتيك فردا .
- مكاشفات .
- مكابدات.
- منها تتفجر الازهار.[2]

## قراءة في ديوان مكابدات
إن ديوان "مكابدات"، نموذج لتجربة صوفية محضة، وسفر مقامي، من ضمن مراميه الكشف...، والسمو عن رغبات النفس الطينية إلى عشق الروح باعتبارها مركز ثقل، وتحقيق الغاية الأسمى وهي التواشج الروحي مع روح المعشوق.
اذا ما تمازج الإبداع الشعري والتجربة الصوفية ، يكون القارئ آنذاك أمام نسقان متماثلان في عناصر متعددة أهمها: سمو التجربة وذاتيتها، وعمق الرؤيا، فضلا عن تجلي ووضوح الصورة.
تستهل الشاعرة أمينة المريني ديوانها بقصيدة "عزف منفلت من عزف منفرد"، عارضت بها القصيدة الغزلية لعبد السلام بوحجر "عزف منفرد على وتر الهاء" مطلعها:
تعشق امرأة وجهها
تتأمله
لحظة..لحظة..
يكشف ديوان أمينة المريني عن بعدها اللغوي الصوفي أثناء رحلتها الصوفية الشاقة، التي تسعى من خلالها التقرب من الله عز وجل، و اتخاد الزهد مبدأ دنيوي، ومكابدة النفس في قطع المنازل والارتقاء من مقام إلى مقام، بغية الوصول إلى الحقيقة المتعالية، وتحقيق الرؤيا الكاشفة. هذه المكاشفة التي لا يمكن أن تتأتى للسالك (الشاعرة) عند أهل التصوف إلا بالمكابدة- المجاهدة الصادقتين، فمن صدق في مكابدته أشرقت نهايته، وهي إشراقة تنتهي إلى الكشف، والارتواء برؤية المعشوق، وهي غاية كل سالك ومريد .
يجد القارئ الشاعرة تقتبس وتضمن شعرها وكتاباتها كتلة من القصص والآيات القرآنية، كما في قصيدتي السجينة (1) والسجينة (2).  ، حيث تستحضر قصة يوسف الصديق مع زوجة عزيز مصر، وقبل ذلك مناجاتها لله عز وجل في قصيدة "عزف منفلت من عزف منفرد"، فضلا عن عرضها لمجموعة من المواقف تكرس عظمة الخالق والمثول بين يديه كموقف الانبهار، وموقف العبور. إن المعجم والأساليب التي وظفتها الشاعرة أمينة المريني في مكابداتها تعكس بدورها رغبتها الكبيرة والملحة في بلوغ غايتها ونهايتها، والتسامي بالروح الى مدارج التماهي.